# 崔珙
崔珙（？—854年），安平郡公，唐朝官员，唐武宗年间为宰相。

## 家世
崔珙出自博陵崔氏最显赫的博陵第二房。祖父崔意是博州聊城县县令，父亲崔頲官至同州刺史。崔頲有八子，皆至达官，时人比于汉朝荀氏，也号为“八龙”。
崔珙与同样仕途显赫的哥哥崔琯同母。崔珙在书判拔萃科中取得高等，在地方节度使幕府为僚佐。性格威严持重，尤精于吏术。

## 唐文宗年间
唐文宗太和（827年-835年）初年，崔珙为泗州刺史，陆畅有诗《夜到泗州酬崔使君》。后入长安为太府卿。太和七年（833年）正月，拜广州刺史、岭南节度使。赴任前，他去延英殿面圣谢恩，文宗问他治理南海的计划，他回答得明确而具体，文宗很欣赏。当时，武宁军节度使高瑀部卒骄横悖乱。高瑀不能制，时议认为徐州应由有威望的节度使管领，文宗也这么想，对宰相说：“崔珙言事，神气精爽，此可以临徐人。”七月，调崔珙为兼检校工部尚书、徐州刺史兼御史大夫，充武宁军节度、徐泗濠观察使。派王茂元去岭南代崔珙。崔珙到任后，在任两年，宽猛适宜，徐州人得以安宁。
开成初年，加检校兵部尚书。二年（837年），改检校吏部尚书、右金吾大将军，充街使。六月，迁京兆尹。当时其兄崔琯官居尚书左丞，兄弟俩都位居显官。当年，京畿闹旱灾。次年（838年）正月，崔珙奏请差少尹去终南广惠公庙祈祷降雪，及将引入宫中的浐水减去十分之九，改给贫民灌溉田地，文宗同意。当月，发生了一般认为是当权宦官仇士良主使的对宰相李石的刺杀，崔珙因不能抓获凶手，被罚俸，声望也略有衰落。四年（839年）三月之前卸任京兆尹。

## 唐武宗年间
唐文宗于开成五年（840年）正月驾崩，弟唐武宗继位。崔珙和实质上为首相的李德裕相善，累迁户部侍郎，进刑部尚书、充诸道盐铁转运等使。进阶银青光禄大夫。五月，崔珙被授同平章事，为实质宰相，兼盐铁转运使，兼门下侍郎（《新唐书》作拜中书侍郎），后又兼尚书左仆射。增江淮茶税。会昌元年（841年）三月，武宗认为前宰相杨嗣复和李珏反对他继位而分别意图拥立当时已被赐死的安王李溶和陈王李成美，想赐死杨、李，崔珙和同僚宰相李德裕、崔郸、陈夷行介入，请求开延英殿论事，李德裕、崔珙等并指出杨嗣复、李珏意欲另立他人事真假难辨，武宗虽坚称杨、李确有拥立他人之事，但也同意宽恕，于是杨、李虽然被贬，却得以免死。当月，李德裕、陈夷行、崔珙、李绅等奏唐宪宗有恢复中兴之功，请为百代不迁之庙，武宗也认为此论至当并继续议论此事，但最终没有实行。
会昌二年（842年）正月，祀九宫贵神，崔珙奉敕摄太尉行礼。当月与陈夷行奏定左右仆射上事仪注。二月，崔珙奏荐右散骑常侍柳公权为集贤院学士、判院事。李德裕不满此事恩非己出，找事由贬柳公权为太子詹事。四月，李德裕、时为银青光禄大夫、守右仆射、门下侍郎、平章事的崔珙、宰相李绅、金紫光禄大夫检校司徒兼太子太保牛僧孺等上章，请加武宗尊号仁圣文武至神大孝皇帝。崔珙以右仆射兼中书侍郎为摄中书令读册官，获赐一子出身。盐铁判官姚勖曾平反冤案，崔珙奏请嘉奖，得任为权知职方员外郎，因尚书右丞韦温不奉诏，改检校礼部郎中。崔珙又和官员崔铉不和，会昌三年（843年）二月，崔珙因兄山南西道节度使崔琯去世且本人患病而请辞，罢相为右仆射，崔铉继为宰相兼盐铁转运使，弹劾他乱用宋州、滑州院盐铁钱九十万贯及曾保护军阀刘从谏。四年（844年）六月，崔珙因而被贬为澧州刺史，当月又以银青光禄大夫、澧州刺史、上柱国、安平郡开国公、食邑二千户的身份被再贬恩州司马员外置。

## 唐宣宗年间
会昌六年（846年）三月，唐武宗崩，叔唐宣宗继位，赦免武宗时期被贬的崔珙和其他四位前宰相李宗闵、牛僧孺、杨嗣复、李珏，调近京城，八月，崔珙被任为安州长史。杜牧有《上安州崔相公启》，提及自己曾于三年八月给崔珙写过信。约大中元年（847年）徙商州刺史，又为太子宾客，当年又被起用为凤翔节度使。当年在桂管观察使郑亚幕府为书记的李商隐作《为荥阳公上凤翔崔相公贺正启》。大中二年（848年），十一月，奏周公祠有泉水涌出，宣宗手诏赐名润德泉。崔珙上表谢手诏。十二月，立灵泉碑。当月，唐军在收复安史之乱后被吐蕃占领的领地时，崔珙战胜吐蕃军，收复清水。
大中三年（849年），崔铉再任宰相。崔珙闻讯，称病请辞，被任为太子少师，分司东都，五年（851年）正月前就地拜留守，判尚书省事。六年（852年）又以守太子少保为凤翔节度使，八年（854年）前，卒于任上。他的侄孙崔远后在唐朝末年唐昭宗、唐哀帝年间为宰相。

## 评价
- 《旧唐书》
  - 史臣曰：近代衣冠人物，门族昌盛，（崔）从、颋之后，实富名流。
  - 赞曰：汉代荀、陈，我朝崔、杜。有子有弟，多登宰辅。[2]

## 家庭

### 父母
- 崔颋，唐朝正议大夫、守左散骑常侍、博陵县开国伯
- 荥阳郑氏，唐朝赠博州刺史郑进思曾孙女，赠太常少卿郑游孙女，大理评事、商州录事参军郑密长女，封博陵郡君

### 兄弟姐妹
- 崔琯，贞元十八年进士，银青光禄大夫、检校吏部尚书、兴元尹、充山南西道节度使
- 崔璪，前任太常寺奉礼郎
- 崔瑝，明经出身，泾阳尉
- 崔璲，同州参军
- 崔玙，长庆元年进士、大和二年制策登科、大中六年进士
- 崔球，明经，宝历二年进士
- 崔璋，翼王府参军
- 崔氏，嫁殷州西平县令口口
- 崔氏，嫁殿中侍御史薛正伦
- 崔氏，嫁河南少尹裴复

### 子孙
- 崔涓，字道源，御史大夫
  - 崔仁魯，字化元
  - 崔仁矩
  - 崔仁寶，字國華
- 崔潼，字為中